# Hoyos (Adelsgeschlecht)

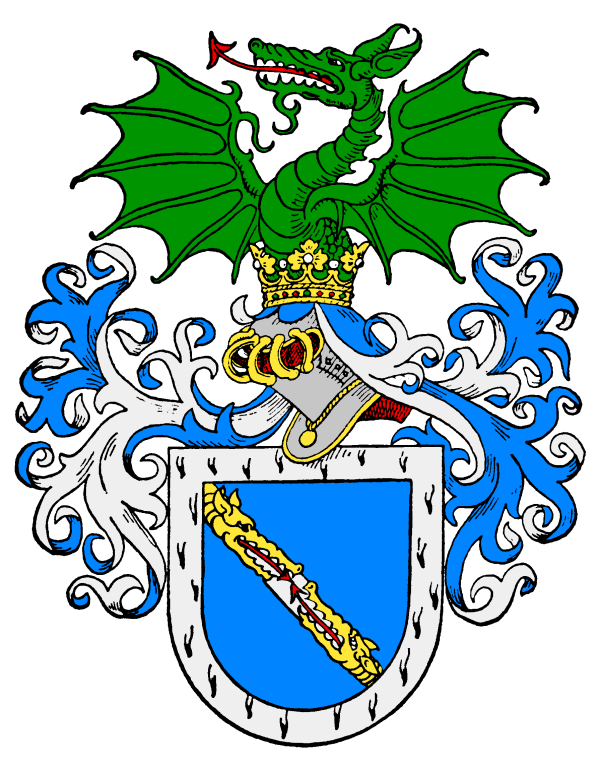
Stammwappen der Hoyos (de Hoyos)

Das ursprünglich spanische Adelsgeschlecht Hoyos, benannt nach dem Ort El Hoyo de Pinares in der Provinz Ávila, lässt sich bis ins 9. Jahrhundert zurückverfolgen. Juan de Hoyos wanderte mit seiner Familie um 1525 im Gefolge des späteren Kaisers Ferdinand I. nach Niederösterreich ein und zählte damit zu den am frühesten im Lande nachweisbaren Spaniern.

## Besitzungen

### Historische Besitze
Juan erwarb Burg Stixenstein bei Ternitz und die dazugehörige Herrschaft. Die Burg blieb bis 1937 im Besitz der Familie.
Die ältere Linie, deren Mitglieder 1628 Reichsgrafen wurden, starb 1718 aus.
Die jüngere, deren Mitglieder seit 1674 Reichsgrafen waren, kam 1681 durch die Heirat von Leopold Karl Graf Hoyos (1657–1699) mit Maria Regina Gräfin Sprinzenstein als Hoyos-Sprintzenstein in den Besitz von Horn, Rosenburg und Raan mit der Veste Kamegg und Mold. Sie vereinigte im 18. Jahrhundert alle Güter der Familie: Gutenstein, Stixenstein, Hohenberg, Schloss Persenbeug, Frohsdorf, Drosendorf, Horn und Rosenburg. Die Mitglieder der Familie standen meist in kaiserlichen oder landständischen Diensten. Schloss Vöstenhof war von 1621 bis 1912 in Familienbesitz.
Das Palais Hoyos an der Wiener Ringstraße (Kärntner Ring 5–7) war bis 1895 im Besitz der Familie und ist heute Teil des Hotels Bristol. Das Palais Hoyos in Wien-Landstraße, 1889 von Otto Wagner erbaut, war bis 1957 im Besitz der Familie und beherbergt heute die kroatische Botschaft.
Ein weiteres Palais der Familie ist das Palais Hoyos-Sprinzenstein in Wien-Wieden.

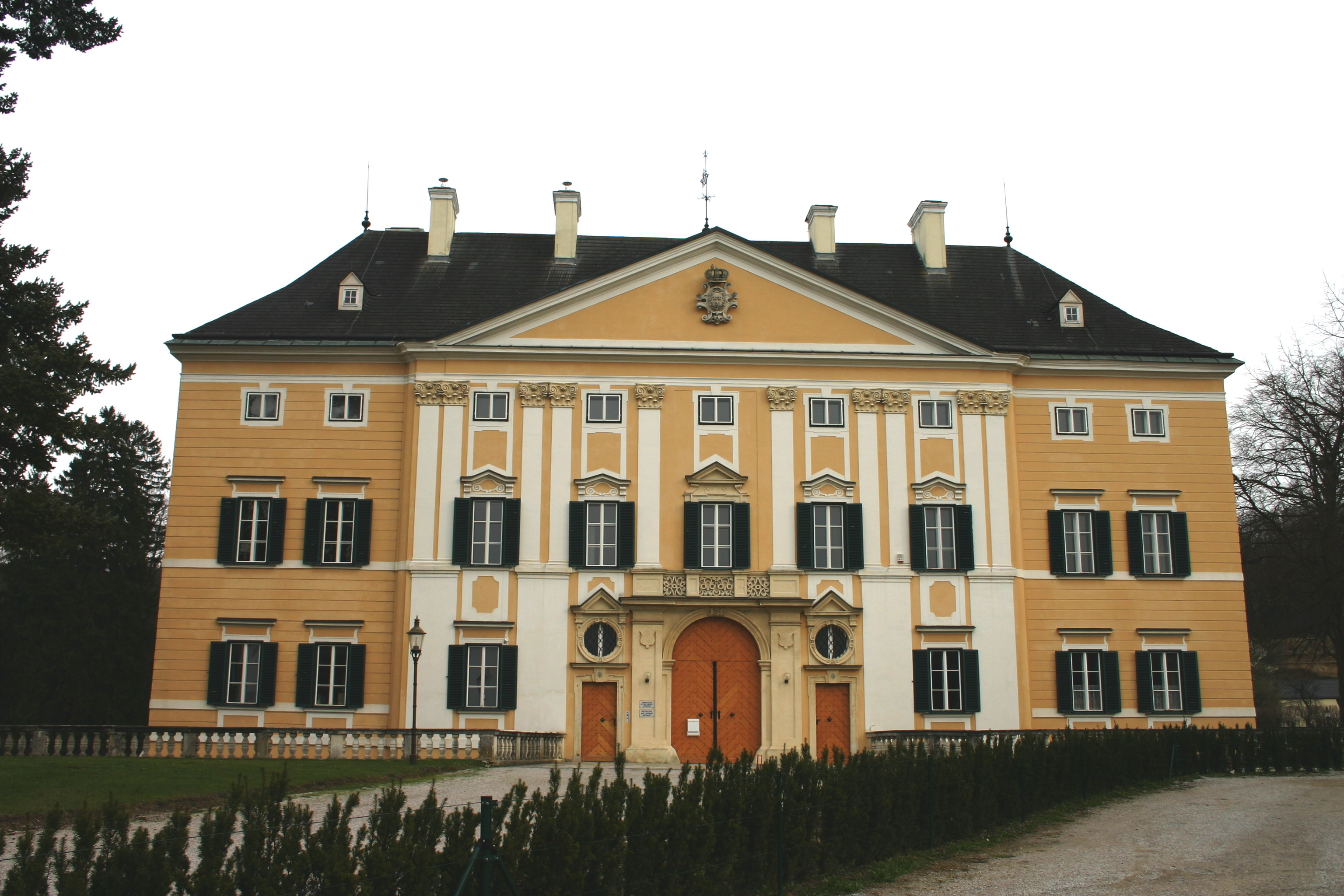
Schloss Frohsdorf
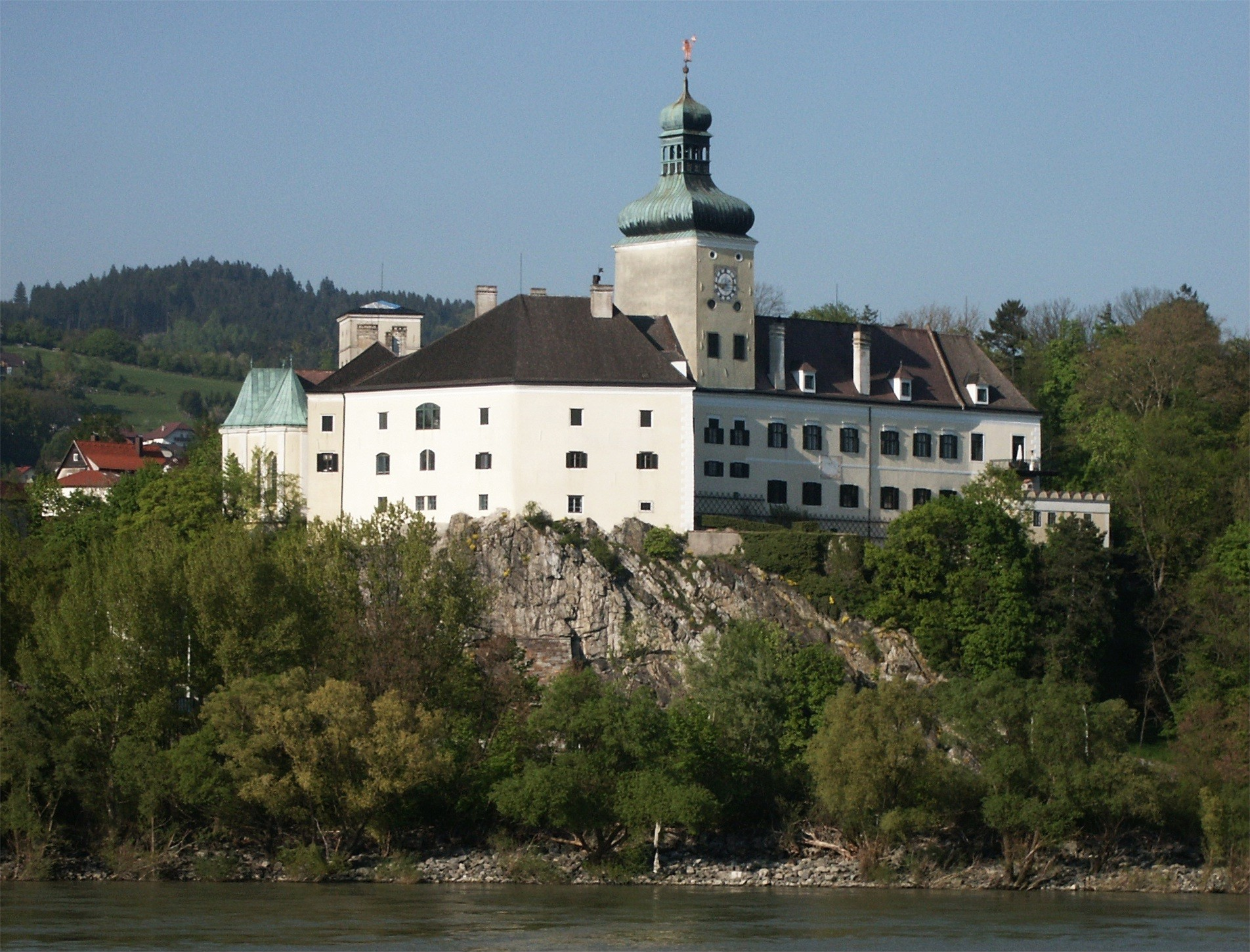
Schloss Persenbeug
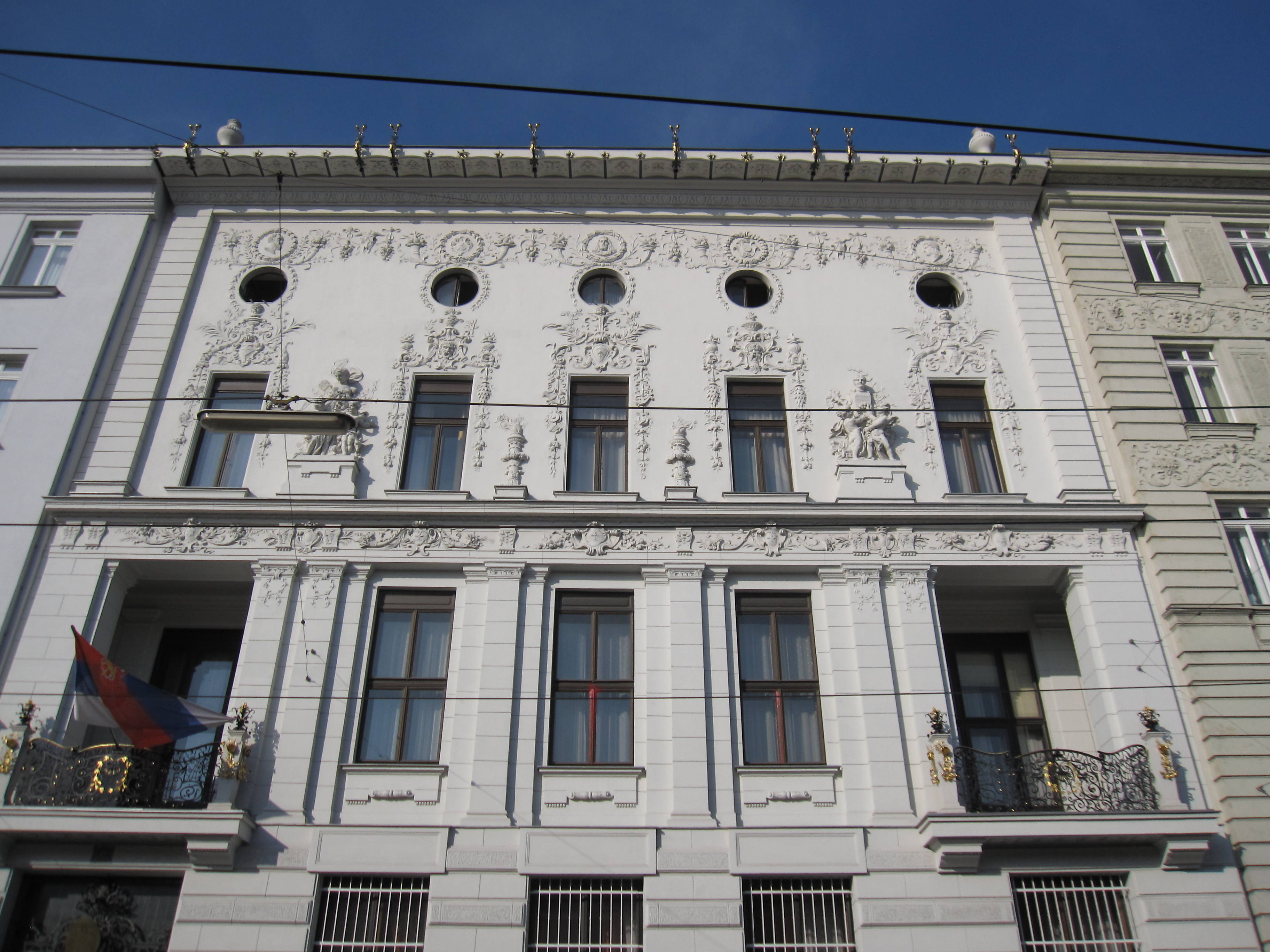
Palais Hoyos (Rennweg)
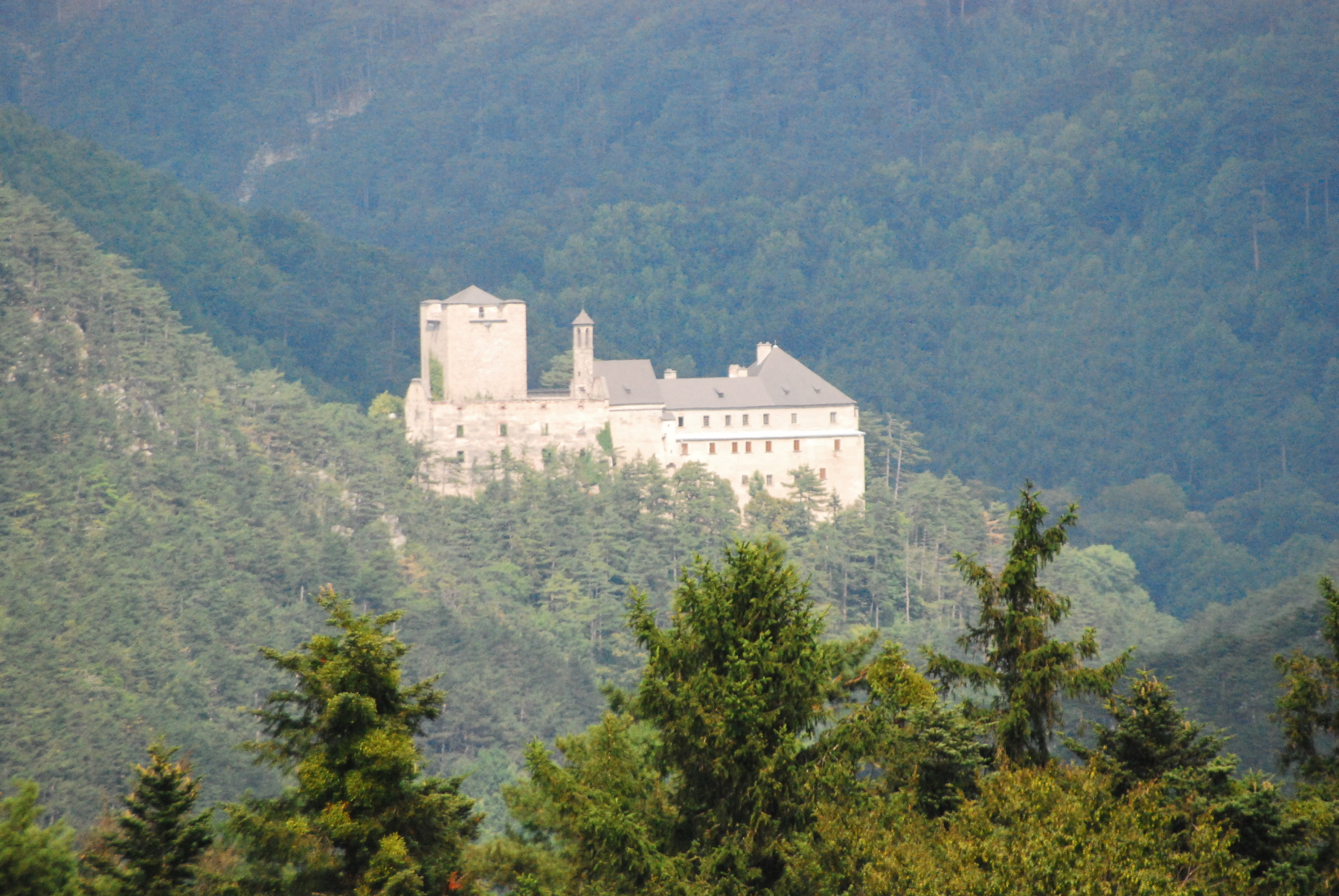
Burg Stixenstein

### Heutige Besitze
Verschiedenen Mitgliedern der Familie gehören heute noch in Niederösterreich Schloss Rosenburg (seit 1681), Schloss Horn (seit 1681), Schloss Drosendorf (seit 1679), Schloss Raan (seit 1681) und Schloss Hoyos in Gutenstein (seit 1595), sowie in Oberösterreich Schloss Schwertberg mit der Burgruine Windegg (seit 1911).

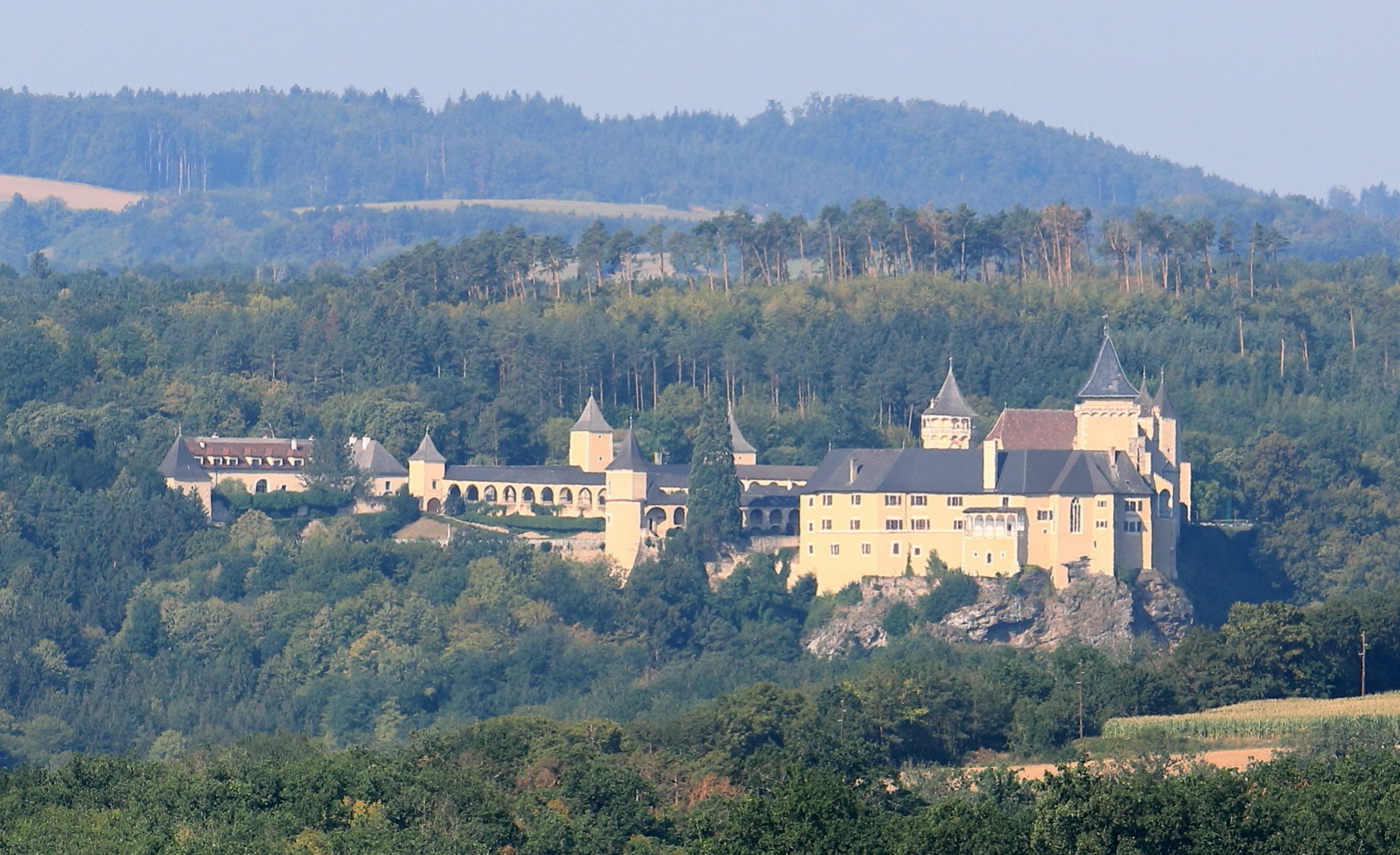
Schloss Rosenburg (Niederösterreich)
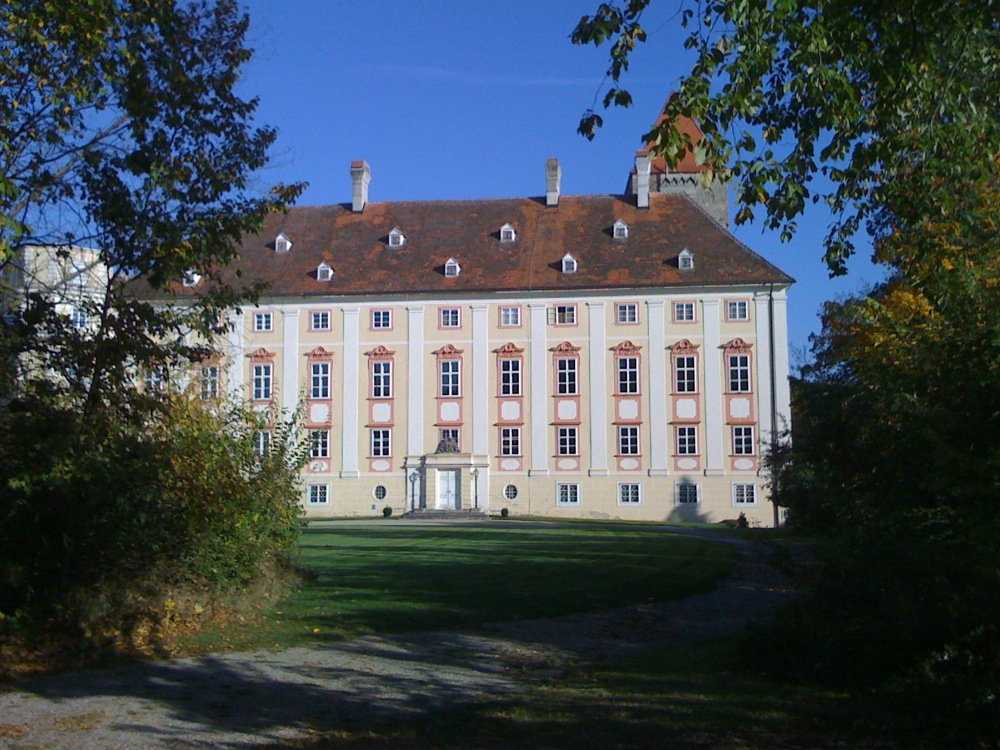
Schloss Horn (Niederösterreich)
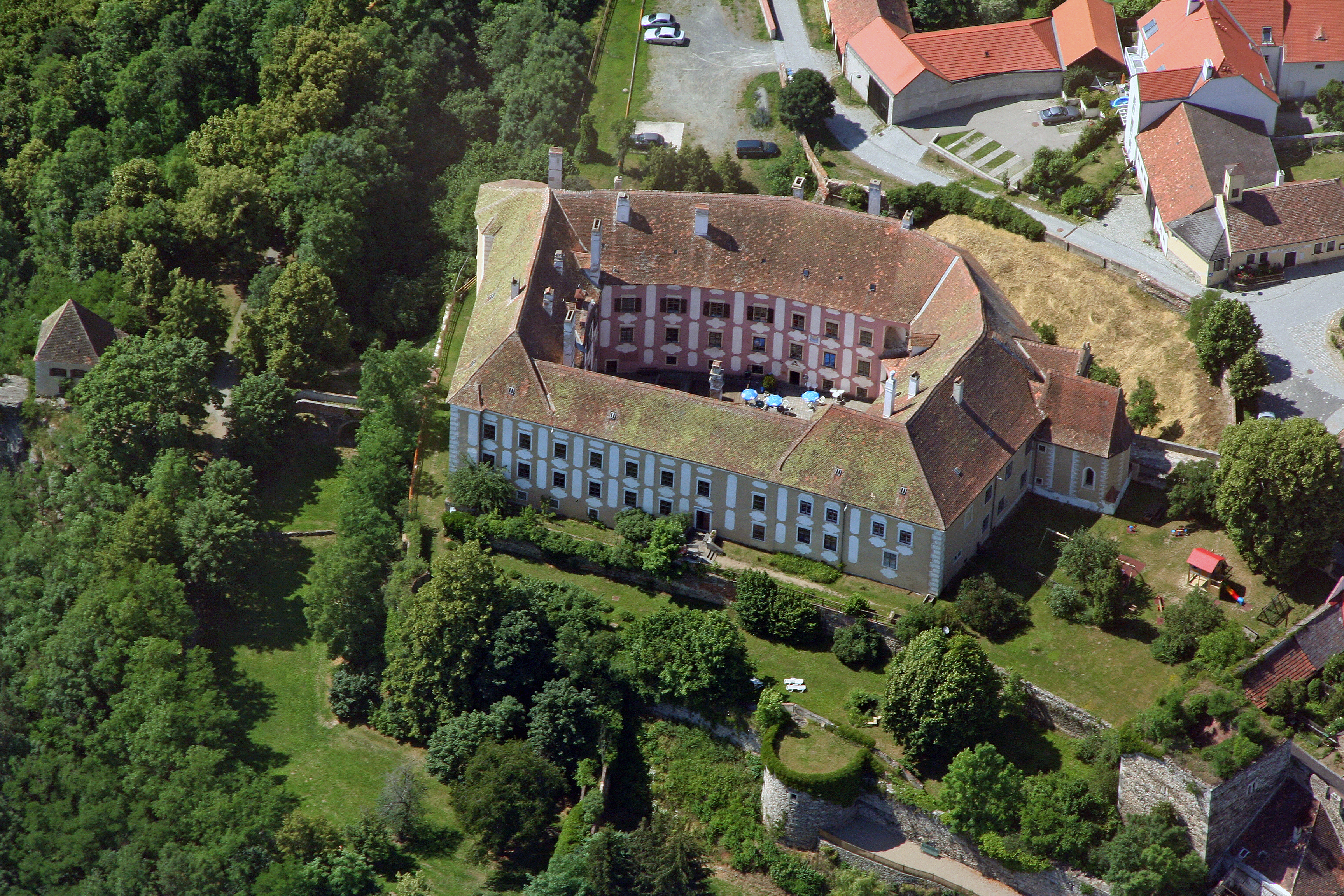
Schloss Drosendorf (Niederösterreich)
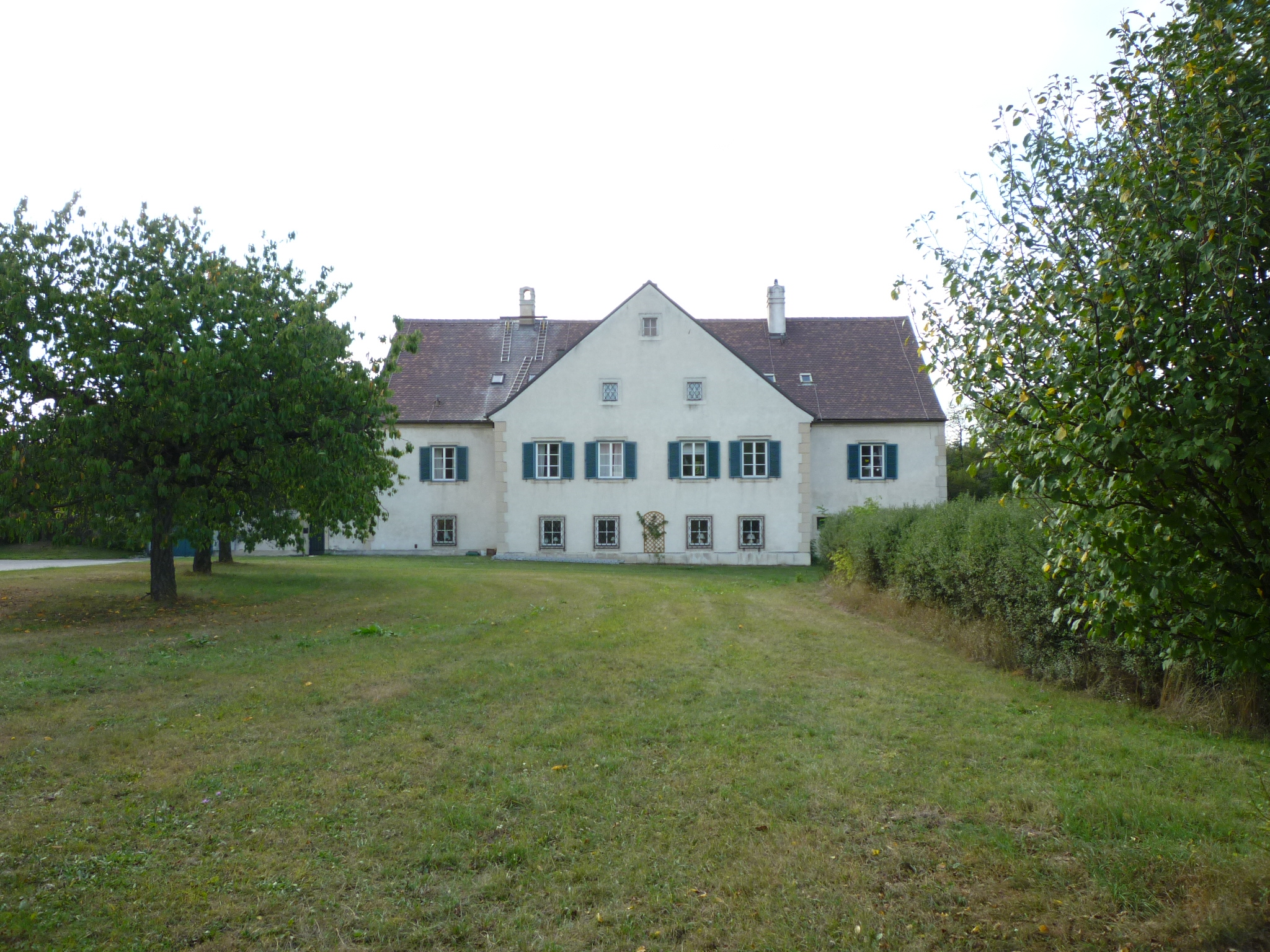
Schloss Raan (Niederösterreich)
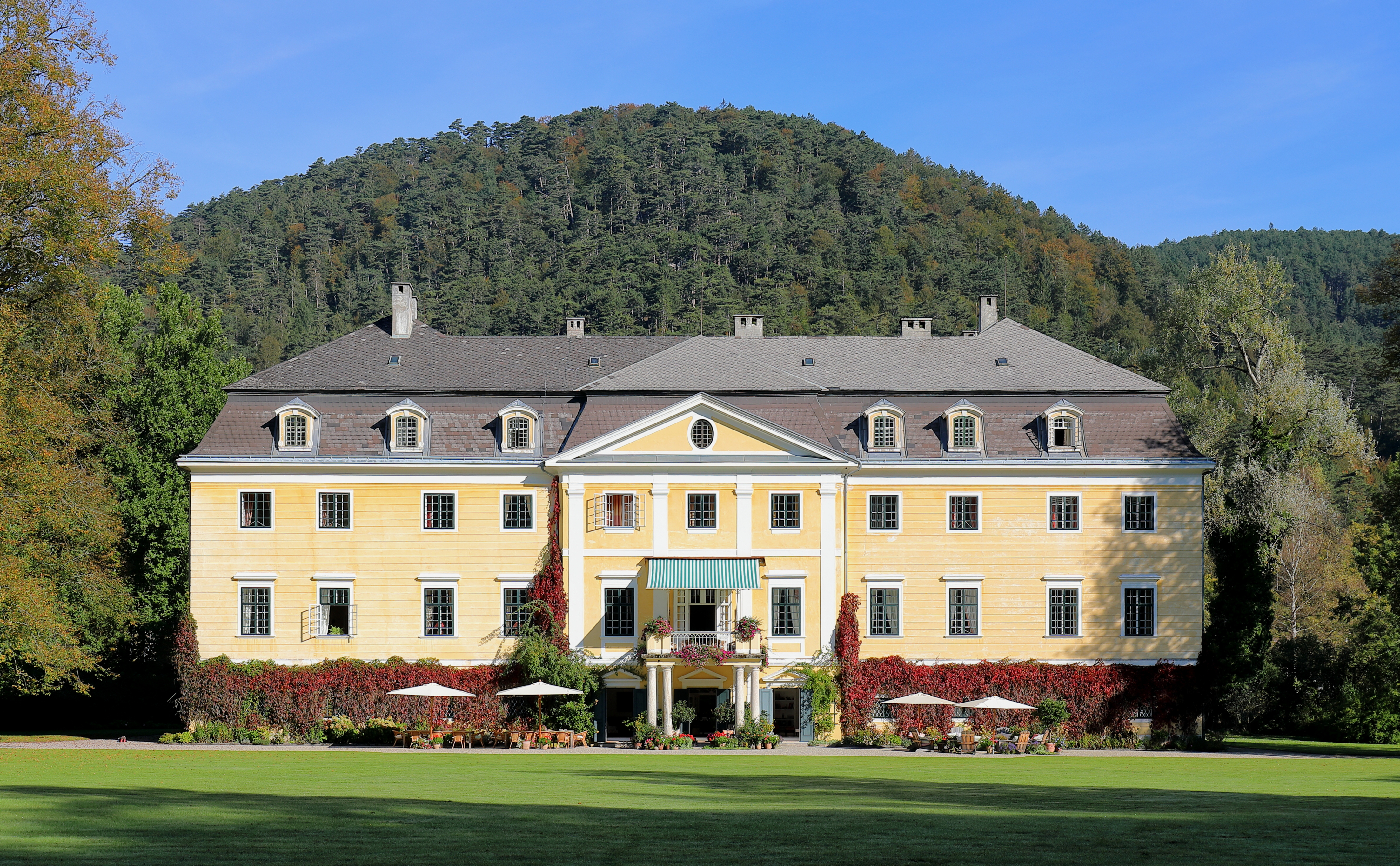
Schloss Gutenstein (Niederösterreich)
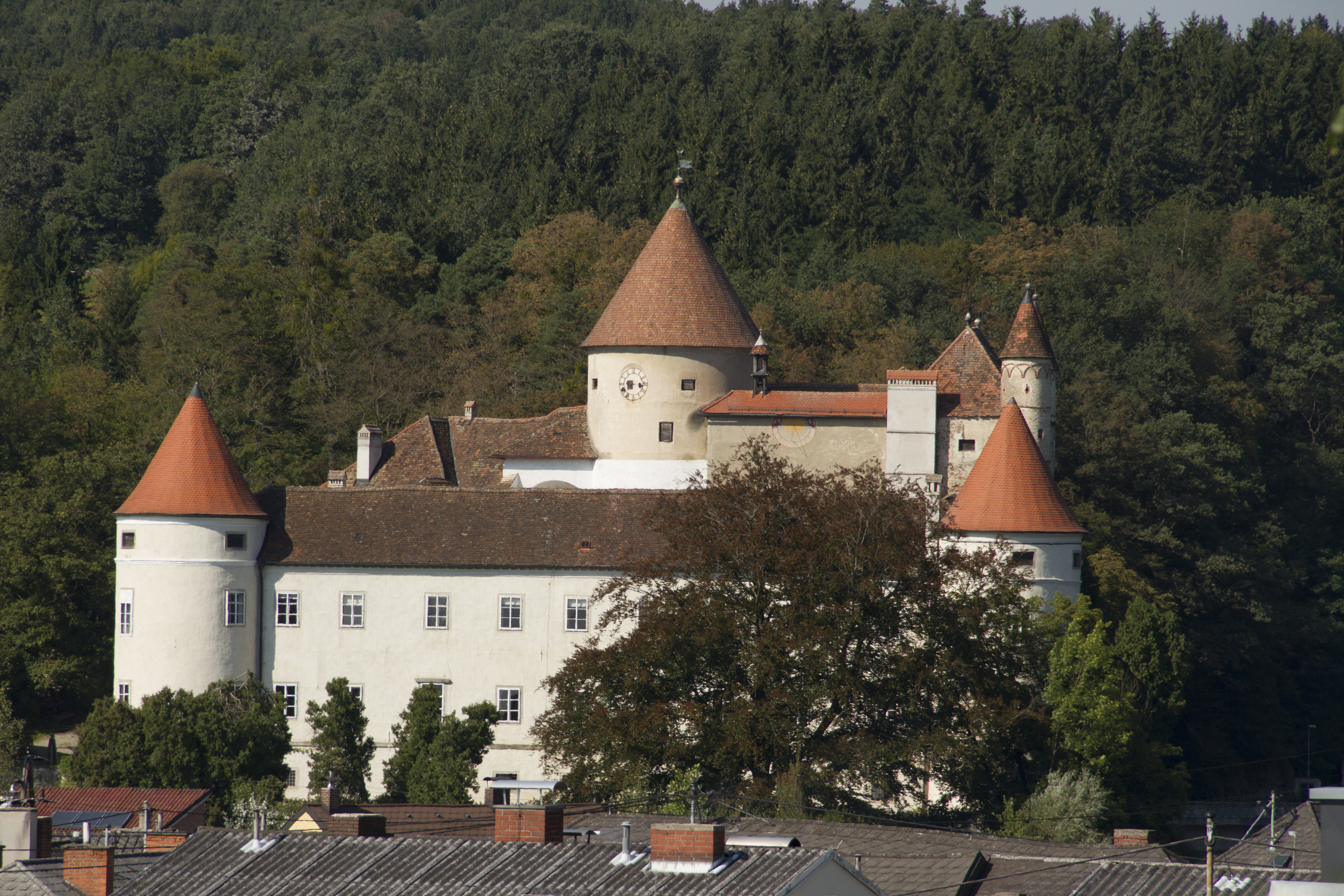
Schloss Schwertberg (Oberösterreich)
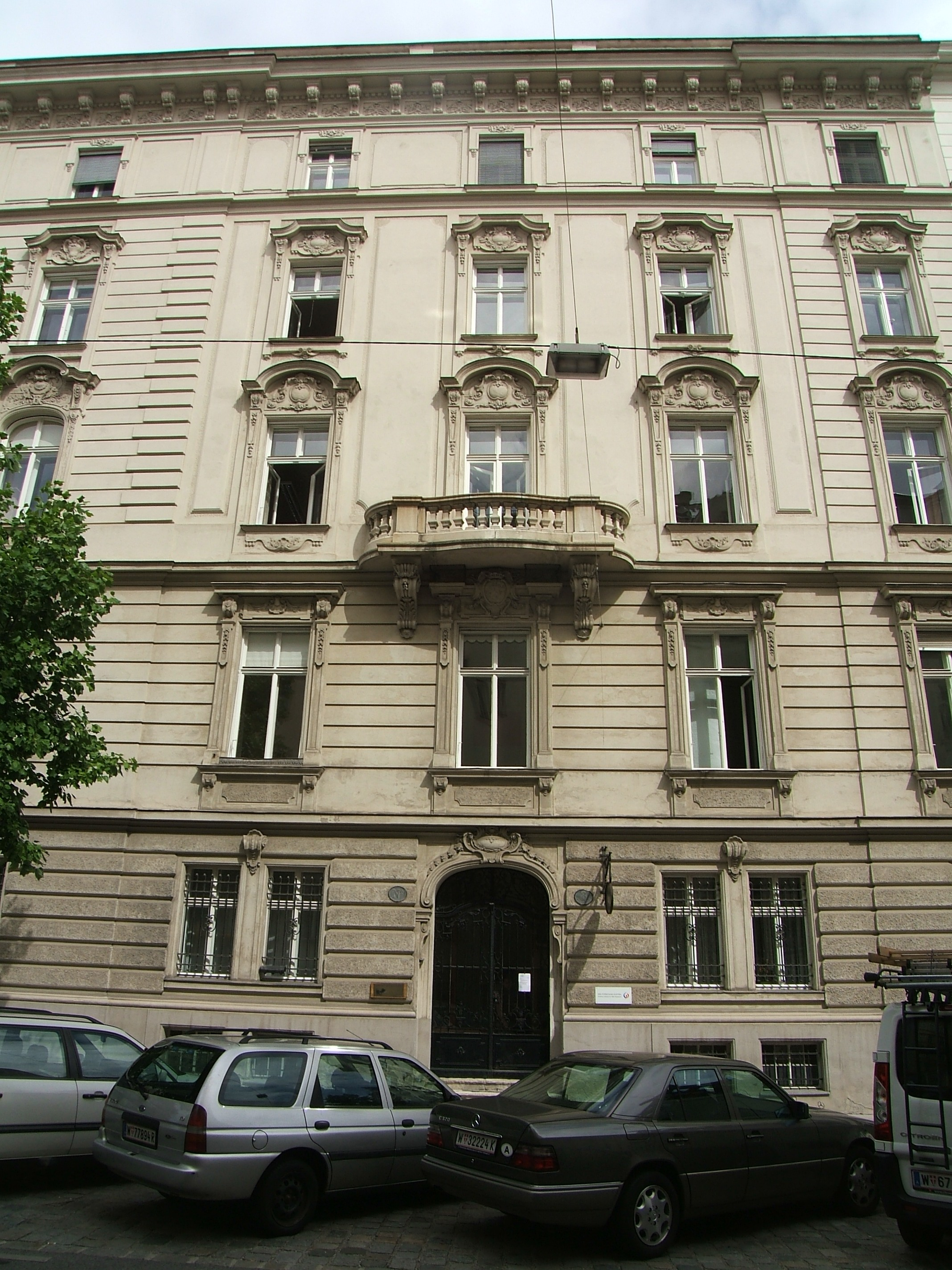
Palais Hoyos-Sprinzenstein

## Titel
Juan de Hoyos, später auch bekannt als Juan von Hoyos, Freiherr zu Stixenstein war der erste in Österreich lebende Hoyos.
Die Söhne von Juan de Hoyos, Anton und Hans kamen im Gefolge Erzherzog Ferdinands, des nachmaligen Kaisers, von Spanien über Triest und Kärnten nach Niederösterreich. Auch die nachfolgenden Familienmitglieder unterstützten den jungen Ferdinand und auch alle nachfolgenden Herrscher des Hauses Österreich in zentralen Fragen der Politik und der Wahrung des katholischen Glaubens.

## Johann Ernst Reichsgraf von Hoyos-Sprinzenstein

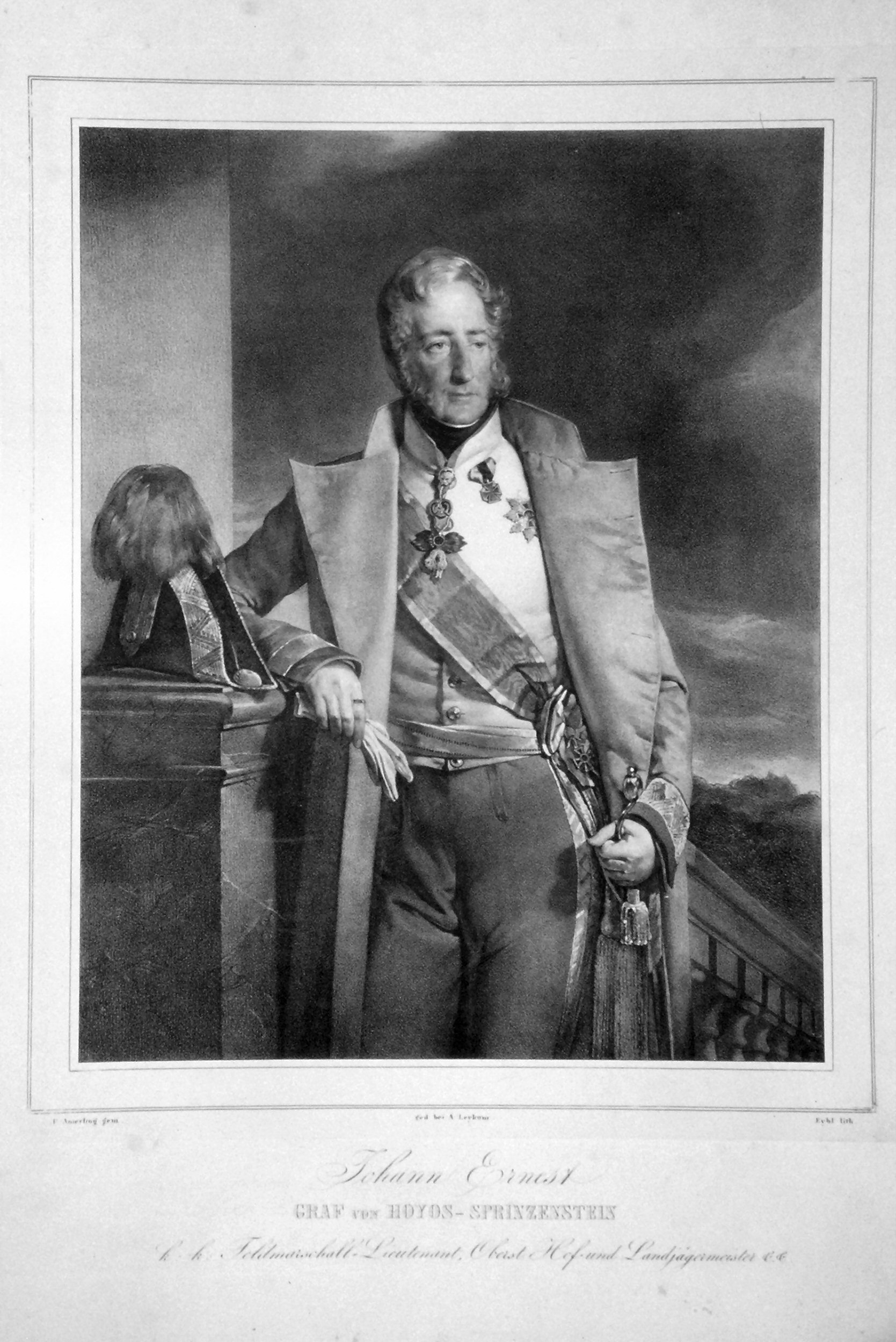
Johann Ernst Hoyos-Sprinzenstein

Johann Ernst war Sohn des Grafen Johann Philipp Joseph (1747–1803) und dessen Gemahlin Maria Christina Prinzessin von Clary-Aldringen (1755–1821). Im Alter von 20 Jahren trat er in die österreichische Landwehr ein und wurde Kommandeur eines Bataillons, das er aus eigener Tasche unterhielt – er verteilte sogar die eigene Gage unter den Offizieren seines Bataillons. Mit seinem Bataillon nahm er an den Feldzügen von 1813, 1814 und 1815 in Italien und Frankreich teil. Im letztgenannten Jahre trat er als Oberst (ohne Gehalt) in die Armee ein. 1821 wurde er Wirklicher Geheimrat und dann Obersthofmeister des Königs Ferdinand V. von Ungarn (des späteren Kaisers Ferdinand I. von Österreich). 1826 erhielt er das Großkreuz des Leopold-Ordens, 1836 wurde er Ritter des Goldenen Vlieses und Generalmajor, um 1838 Feldmarschallleutnant.

## Ernst Karl Reichsgraf von Hoyos-Sprinzenstein
Ernst Karl, Reichsgraf von Hoyos-Sprinzenstein, war k.k. Kämmerer und wurde 1861 von Kaiser Franz Joseph I. 1861 als erbliches Mitglied in das Herrenhaus des österreichischen Reichsrats berufen. Zeitweilig war er auch dessen Vizepräsident. 1874–1883 war er Mitglied der Baukommission für das an der neuen Wiener Ringstraße errichtete k.k. Reichsratsgebäude, das heutige Parlamentsgebäude. 1864 schenkte er der Gemeinde Wien (vertraglich 1868 fixiert) die Stixensteiner Quelle in der Nähe der seit 1555 zum Familienfideikommiss gehörenden Burg Stixenstein in Niederösterreich. Damit ermöglichte er den Bau der I. Wiener Hochquellenwasserleitung.

## Wappen
Blasonierung: Das Stammwappen zeigt innerhalb eines hermelinenen Schildrandes in Blau einen silbernen Schrägrechtsbalken, den zwei goldene Drachenköpfe oben und unten im Rachen halten; auf dem gekrönten Helm mit blau-silbernen Decken ein wachsender grüner Drache.

Stammwappen der Grafen Hoyos, ohne Wappenzierde
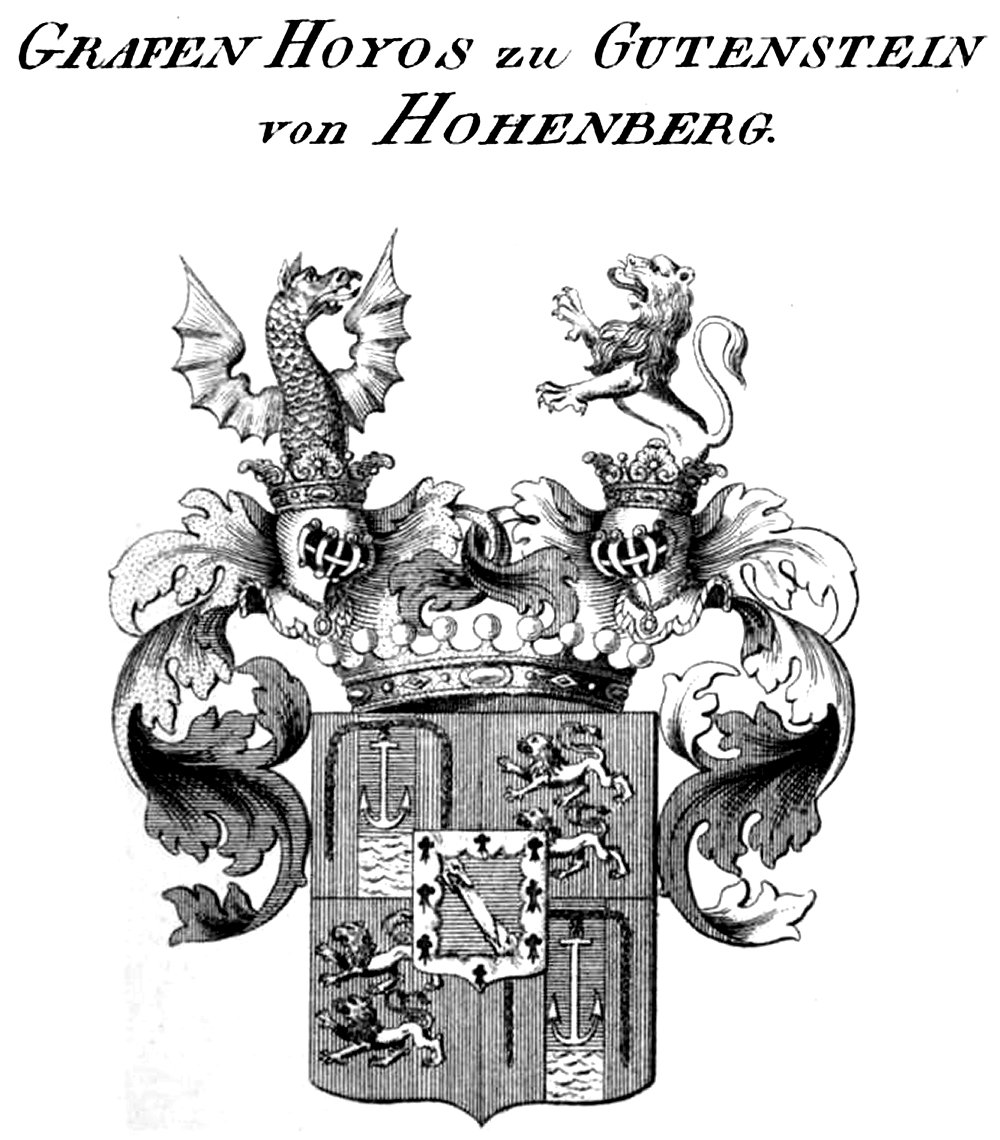
Gemehrtes Wappen der Grafen Hoyos zu Gutenstein von Hohenberg, nach Tyroff

## Wichtige Namensträger
- Alexander Graf von Hoyos (1876–1937), österreichischer Diplomat im Ersten Weltkrieg (Mission Hoyos)
- Antonius Salamanca-Hoyos (auch: Anton von Hoyos; * um 1506, † 1551), Bischof von Gurk
- Carl Graf Hoyos (1923–2012), deutscher Psychologe
- Douglas Hoyos-Trauttmansdorff (* 1990), österreichischer Politiker
- Ernst Karl von Hoyos-Sprinzenstein (1830–1903), Ehrenbürger von Wien
- Ernst Karl Heinrich Hoyos-Sprinzenstein (1856–1940), Großgrundbesitzer und Expeditionsreisender
- Ferdinand Albrecht von Hoyos projektierte den Wiener Donaukanal
- Georg Graf von Hoyos, Freiherr zu Stixenstein (1842–1904), Industrieller
- Hans Hoyos-Sprinzenstein (1923–2010), österreichischer Großgrundbesitzer
- Johann Balthasar von Hoyos (1583–1632), niederösterreichischer Landmarschall
- Johann Balthasar II. von Hoyos (1626–1681), niederösterreichischer Landmarschall
- Johann Ernst Graf Hoyos von Sprinzenstein (1779–1849), österreichischer Hofbeamter und Feldmarschallleutnant
- Josef Graf Hoyos-Sprinzenstein (1839–1899), Politiker
- Juan Martin de Hoyos (um 1506–1561), spanisch-österreichischer Kämmerer, Feldzeugmeister und Hofkriegsrat, Begründer des österreichischen Adelsgeschlechts Hoyos
- Rudolf Hoyos (1821–1896), Schriftsteller
- Rudolf Hoyos-Sprinzenstein (1884–1972), österreichischer Politiker und Großgrundbesitzer